# Gerald Reiser
Pour les articles homonymes, voir Reiser.
Gerald Reiser est un joueur autrichien de volley-ball né le 2 juin 1980. Il mesure 2,00 m et joue central.

## Clubs
| Club                  | Pays     | De        | À         |
| --------------------- | -------- | --------- | --------- |
| Aon hotVolleys Vienne | Autriche | 1999-2000 | 2008-2009 |
| GFCO Ajaccio          | France   | 2009-2010 | …         |

## Palmarès
- MEVZA
  - Finaliste : 2006, 2007, 2008
- Championnat d'Autriche (7)
  - Vainqueur : 2000, 2001, 2002, 2003, 2004, 2007, 2008
- Coupe d'Autriche (4)
  - Vainqueur : 2000, 2001, 2002, 2003